# Subartu

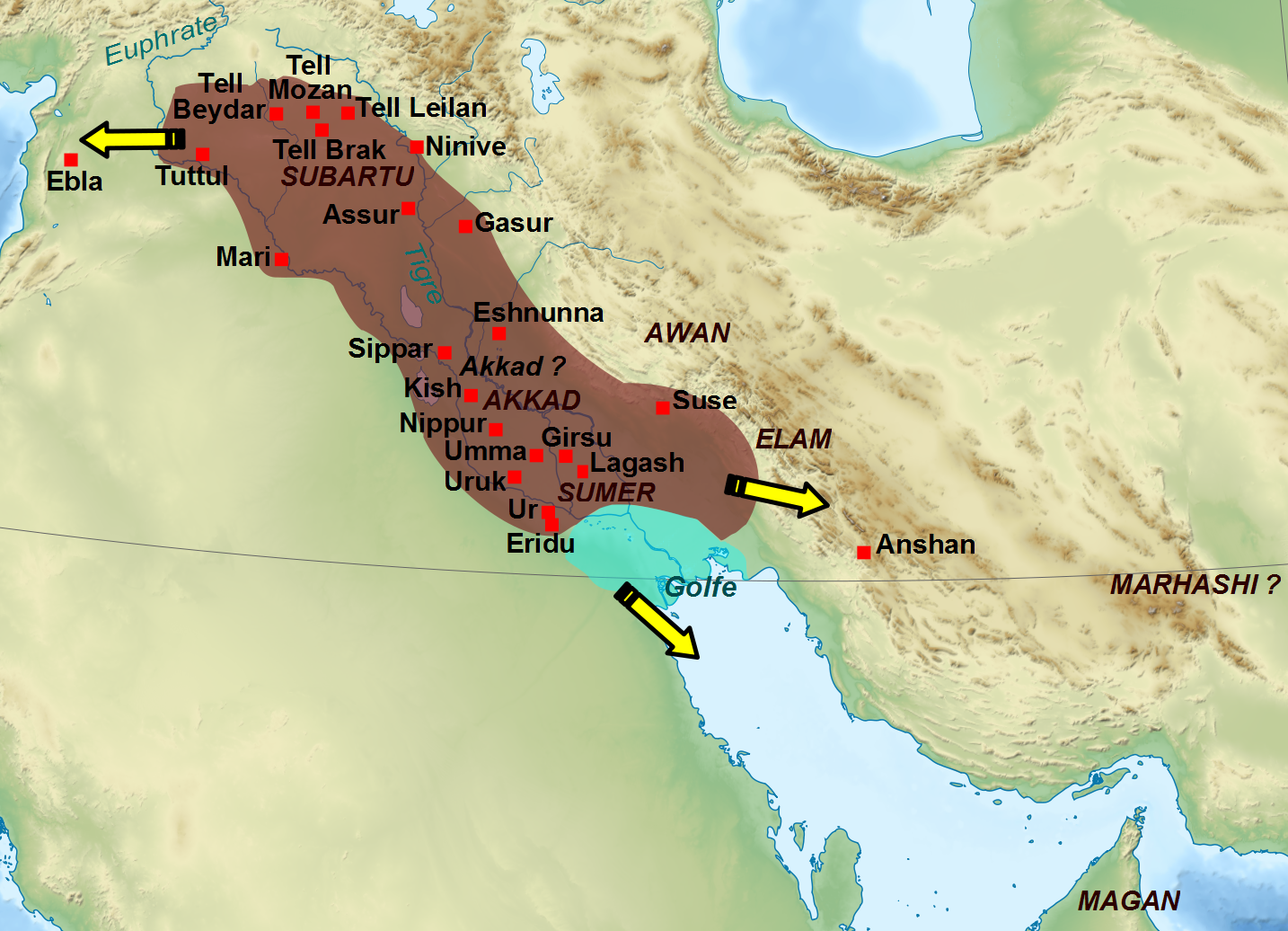
Mapa imperium akadyjskiego z zaznaczonym położeniem Subartu

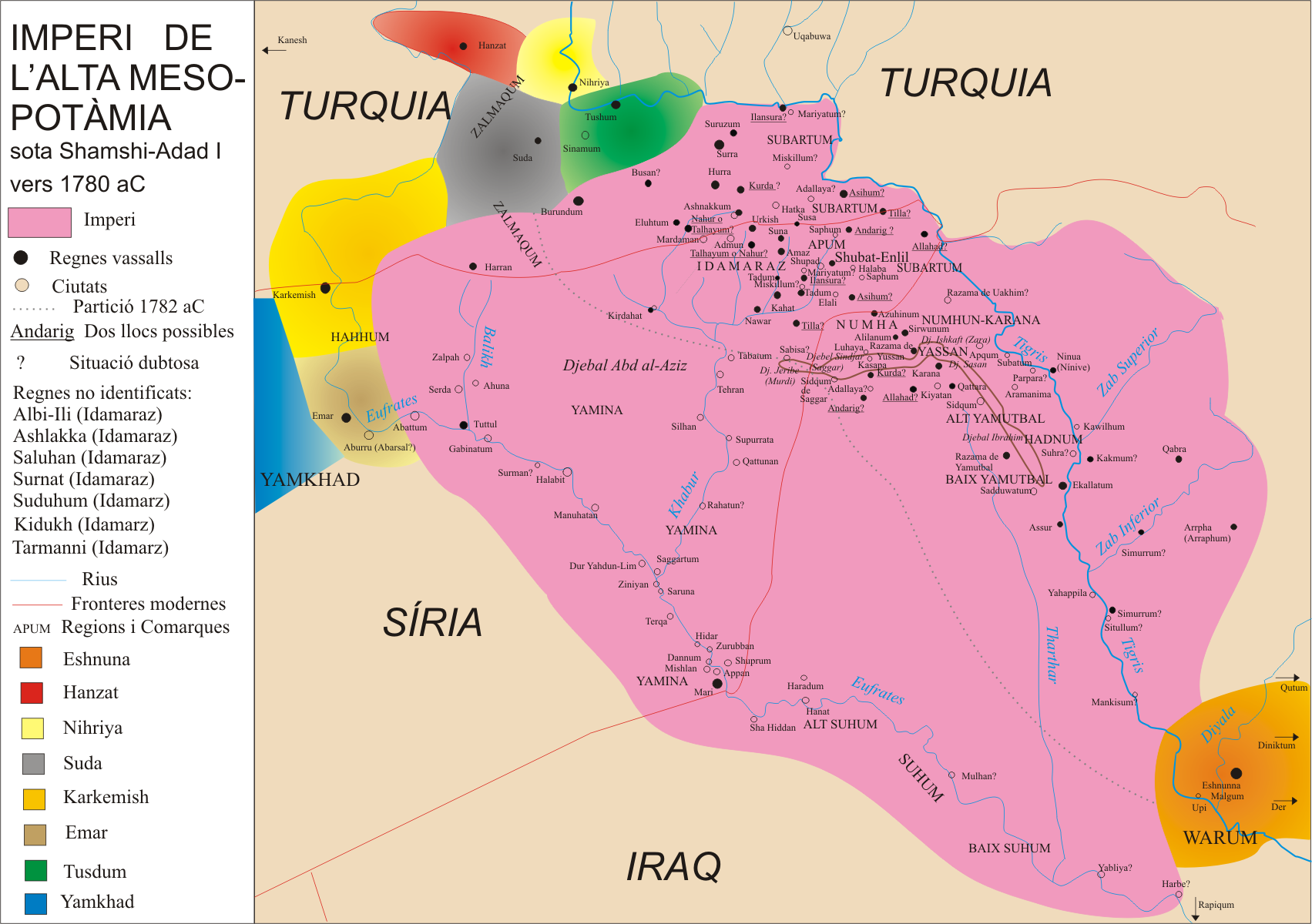
Mapa królestwa Górnej Mezopotamii z zaznaczonym położeniem Subartu

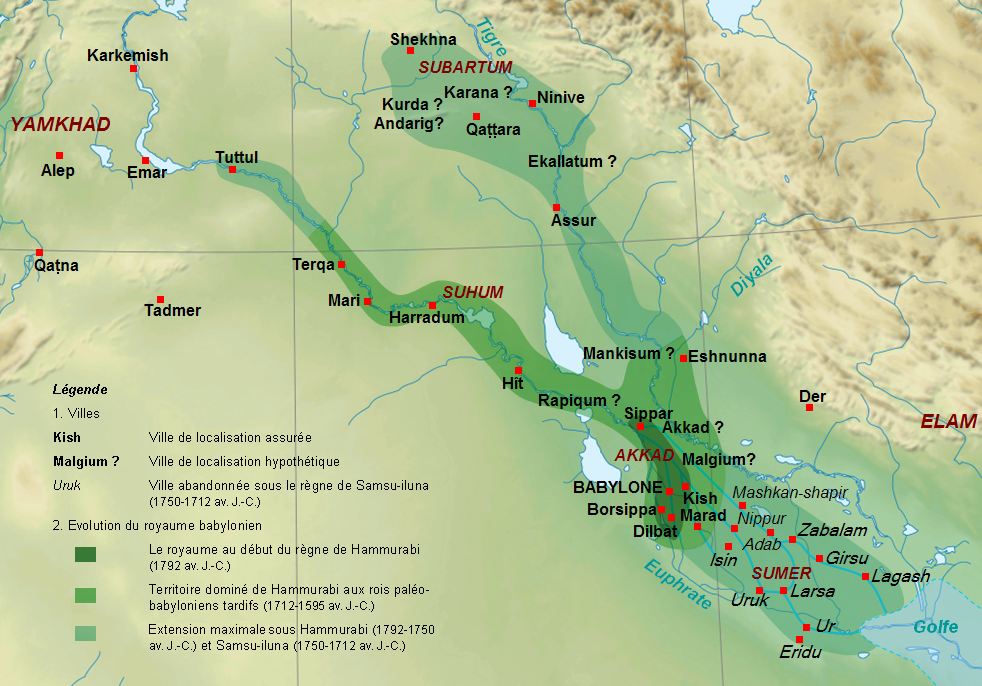
Mapa Mezopotamii w czasach panowania Hammurabiego i jego następców z zaznaczonym położeniem Subartu

Subartu, Szubartu, Subir (akad. Subartu, Šubartu; sumer. su.bir4ki) – w źródłach mezopotamskich nazwa obszaru w północnej Mezopotamii, którego granice, przynależność polityczna i skład etniczny zmieniały się wraz z upływem czasu. Pod względem geograficznym nazwa ta odnosić się mogła do całej północnej Mezopotamii bądź też tylko do jej części, Podobnie pod względem historycznym mogła być ona nazwą krainy bądź nazwą państwa. Często też znaczenie tego słowa zależało od perspektywy osób które go używały, np. dla mieszkańców południowej Mezopotamii Subartyjczykami mogli być po prostu mieszkańcy północnej Mezopotamii. Mieszkańców Subartu w języku akadyjskim nazywano šubarû (tłum. "pochodzący z Subartu"), a w języku sumeryjskim subar lub šubur (tłum. "mieszkaniec północy").
Subartu jako Subir pojawia się po raz pierwszy w źródłach presargonidzkich, a dokładnie w inskrypcjach Eanatuma (pocz. 2 poł. III tys. p.n.e.), władcy Lagasz. Wymieniane jest ono wśród wrogów Eanatuma, których pokonał on po tym, jak najechali oni ziemie Lagasz. Teksty powstałe w trakcie istnienia imperium akadyjskiego (ok. 2350-2200 p.n.e.) lokalizują Subir albo na wschód od rzeki Tygrys, albo w rejonie górnego biegu Chaburu. Inskrypcje Naram-Sina (2254-2218 p.n.e.) sugerują nawet, że Subir rozciągać się mogło na zachód aż po Morze Śródziemne. Z okresu rządów III dynastii z Ur (ok. 2100-2000 p.n.e.) nie ma współczesnych źródeł mówiących o Subir, ale pojawia się ono w późniejszych (starobabilońskich) kopiach dokumentów z okresu Ur III, w których jest albo ogólnym terminem znaczącym "północ", albo odnosi się do przedgórza północnego Elamu.
Od początku II tys. p.n.e. pojawia się więcej tekstów dotyczących Subartu/Szubartu. W tym czasie było ono jednym z regionów wchodzących w skład utworzonego przez asyryjskiego króla Szamszi-Adada I (1814-1782 p.n.e.) królestwa Górnej Mezopotamii. Ok. 1771 roku p.n.e., po zdobyciu Szubat-Enlil, zwycięstwo nad siłami Szubartu odnieść miał Ibal-pi-El II, król Esznunny. Szubartum pojawia się następnie wśród zdobyczy babilońskiego króla Hammurabiego (1792-1750 p.n.e.). W jego inskrypcjach, a także w dokumentach z archiwum z Mari z czasów Zimri-Lima (1774-1762 p.n.e.), Szubartum wydaje się stanowić synonim Asyrii. Gdy Zimri-Lim utworzył koalicję przeciw Elamitom, w jej skład wchodzić miały m.in. "Ekallatum, Atamrum i górny kraj, kraj Szubartu".
Ludność Szubartu identyfikowana jest często z ludnością hurycką zamieszkującą w II tys. p.n.e. ziemie nad rzeką Chabur. Jednak język którym mówiła ludność Szubartu jest nieznanego pochodzenia i nie jest jasne czy był on w jakikolwiek sposób związany z językiem huryckim. Znany jest tekst z okresu starobabilońskiego napisany w nieznanym języku, który zatytułowany jest "Zaklęcie w języku Subartu".
W tekstach asyryjskich, powstałych po zniszczeniu huryckiego królestwa Mitanni przez hetyckiego króla Suppiluliumę I (XIV w. p.n.e.), nazwa šubarû używana jest w odniesieniu do ludności tego byłego królestwa zamieszkującej rejon górnego biegu Tygrysu. Kilku asyryjskich królów, w tym Adad-nirari I (1305-1274 p.n.e.), Salmanasar I (1273-1244 p.n.e.) i Tukulti-Ninurta I (1243-1207 p.n.e.), w swych inskrypcjach przypisuje sobie zwycięstwo nad šubarû. Pomimo tych zwycięstw šubarû wciąż buntowali się przeciw Asyryjczykom, o czym świadczy wyprawa wojenna podjęta przez Tiglat-Pilesera I (1114-1076 p.n.e.) przeciw "nieuległym šubarû" w początkach jego rządów. Według inskrypcji tego króla w tym czasie miasta kraju Szubartu zajęte zostały przez liczące 4000 żołnierzy wojska ludów Kaska i Urumu z kraju Hatti, które miały mu się podporządkować po jego przybyciu do Szubartu.
W I tys. p.n.e. kraj Szubria z ludnością zwaną Szubaru zaczyna pojawiać się w tekstach z okresu nowoasyryjskiego. Kraj ten, uważany za spadkobiercę Szubartu, lokalizowany jest w regionie na zachód od jeziora Wan. Szubaru pojawiają się wśród ludów i krajów które podbić miał asyryjski król Aszurnasirpal II (883-859 p.n.e.).
W tekstach babilońskich z I tys. p.n.e. nazwa Subartu używana jest jako synonim Asyrii.